# Майкл Бей
Майкл Бенджамін Бей (англ. Michael Benjamin Bay, нар. 17 лютого 1965 року) — американський кінорежисер та продюсер. В першу чергу Майкл Бей відомий як режисер великобюджетних екшенів: «Трансформери», «Армагеддон», «Погані хлопці», «Скеля» та «Острів». 
Він є співвласником продюсерської компанії Platinum Dunes, яка здебільшого займається римейками фільмів жахів: «Техаська різанина бензопилою», «Жах Амітивілля», «Попутник», «П'ятниця 13-те» та «Кошмар на вулиці В'язів».
До роботи у кіно Бей працював у компанії Propaganda Films, яка займається створенням музичних кліпів.

## Фільмографія

### Режисер
| Рік  | Українська назва                     | Оригінальна назва                         | У ролі  | У ролі     |
| Рік  | Українська назва                     | Оригінальна назва                         | Режисер | Продюсер   |
| ---- | ------------------------------------ | ----------------------------------------- | ------- | ---------- |
| 1995 | Погані хлопці                        | Bad Boys                                  | Так     | Ні         |
| 1996 | Скеля                                | The Rock                                  | Так     | Ні         |
| 1998 | Армагеддон                           | Armageddon                                | Так     | Так        |
| 2001 | Перл-Гарбор                          | Pearl Harbor                              | Так     | Так        |
| 2003 | Погані хлопці 2                      | Bad Boys II                               | Так     | Ні         |
| 2005 | Острів                               | The Island                                | Так     | Так        |
| 2007 | Трансформери                         | Transformers                              | Так     | виконавчий |
| 2009 | Трансформери 2: Помста полеглих      | Transformers: Revenge of the Fallen       | Так     | виконавчий |
| 2011 | Трансформери 3: Темна сторона Місяця | Transformers: Dark of the Moon            | Так     | виконавчий |
| 2013 | Кров'ю і потом: Анаболіки            | Pain & Gain                               | Так     | Так        |
| 2014 | Трансформери: Час вимирання          | Transformers: Age of Extinction           | Так     | виконавчий |
| 2016 | 13 годин: Таємні воїни Бенгазі       | 13 Hours: The Secret Soldiers of Benghazi | Так     | Так        |
| 2017 | Трансформери: Останній лицар         | Transformers: The Last Knight             | Так     | виконавчий |
| 2019 | Шестеро поза законом                 | Six Underground                           | Так     | Так        |
| 2022 | Швидка допомога                      | Ambulance                                 | Так     | Так        |
| TBA  |                                      | Robopocalypse                             | Так     | Ні         |

### Продюсер
| Рік  | Українська назва                      | Оригінальна назва                                | Режисер               |
| ---- | ------------------------------------- | ------------------------------------------------ | --------------------- |
| 2003 | Техаська різанина бензопилою          | The Texas Chainsaw Massacre                      | Маркус Ніспел         |
| 2005 | Жах Амітивілля                        | The Amityville Horror                            | Ендрю Дуглас          |
| 2006 | Техаська різанина бензопилою: Початок | The Texas Chainsaw Massacre: The Beginning       | Джонатан Лібесман     |
| 2007 | Попутник                              | The Hitcher                                      | Дейв Меєрс            |
| 2009 | Ненароджений                          | The Unborn                                       | Девід С. Ґоєр         |
| 2009 | П'ятниця 13-те                        | Friday the 13th                                  | Маркус Ніспел         |
| 2009 | Вершники                              | Horsemen                                         | Йонас Окерлунд        |
| 2010 | Кошмар на вулиці В'язів               | A Nightmare on Elm Street                        | Семюель Байєр         |
| 2011 | Я номер чотири                        | I Am Number Four                                 | Д. Дж. Карузо         |
| 2013 | Чистка                                | The Purge                                        | Джеймс ДеМонако       |
| 2014 | Чистка: Анархія                       | The Purge: Anarchy                               | Джеймс ДеМонако       |
| 2014 | Підлітки-мутанти черепашки-ніндзя     | Teenage Mutant Ninja Turtles                     | Джонатан Лібесман     |
| 2014 | Віджа: Смертельна гра                 | Ouija                                            | Стайлз Вайт           |
| 2015 | Проєкт «Альманах»                     | Project Almanac                                  | Дін Ізралайт          |
| 2016 | Підлітки-мутанти черепашки-ніндзя 2   | Teenage Mutant Ninja Turtles: Out of the Shadows | Дейв Грін             |
| 2016 | Чистка: Рік виборів                   | The Purge: Election Year                         | Джеймс ДеМонако       |
| 2016 | Віджа: Походження зла                 | Ouija: Origin of Evil                            | Майк Фленеган         |
| 2018 | Тихе місце                            | A Quiet Place                                    | Джон Кразінські       |
| 2018 | Перша чистка                          | The First Purge                                  | Герард Мак-Мюррей     |
| 2018 | Бамблбі                               | Bumblebee                                        | Тревіс Найт           |
| 2020 | Пташка у клітці                       | Songbird                                         | Адам Мейсон           |
| 2020 | Тихе місце 2                          | A Quiet Place: Part II                           | Джон Кразінські       |
| 2021 | Судна ніч назавжди                    | The Forever Purge                                | Еверадо Гоут          |
| 2023 | Трансформери: Час звіроботів          | Transformers: Rise of the Beasts                 | Стівен Кейпл-молодший |
| 2024 | Тихе місце: День перший               | A Quiet Place: Day One                           | Майкл Сарноскі        |
| 2024 | Трансформери: Початок                 | Transformers One                                 | Джош Кулі             |
| 2024 | Квартира 7А                           | Apartment 7A                                     | Наталі Еріка Джеймс   |
| 2025 | Фатальний меседж                      | Drop                                             | Крістофер Лендо       |
| TBA  | Рейд                                  | The Raid                                         | Патрік Хьюз           |
| TBA  | Одноповерхова Америка                 | Little America                                   | Роуен Атале           |
| TBA  | Броньований                           | Armored                                          | TBA                   |

### Актор
| Рік  |    | Українська назва              | Оригінальна назва                 | Роль                             |
| ---- | -- | ----------------------------- | --------------------------------- | -------------------------------- |
| 1986 | с  | Поліція Маямі                 | Miami Vice                        | бовдур #3 (Епізод: "Free Verse") |
| 1986 | тф |                               | Vengeance: The Story of Tony Cimo | агент SLED                       |
| 1998 | ф  | Армагеддон                    | Armageddon                        | робітник НАСА                    |
| 1999 | ф  | Загадкові люди                | Mystery Men                       | хлопець                          |
| 2000 | ф  | Бар «Бридкий койот»           | Coyote Ugly                       | фотограф                         |
| 2001 | ф  |                               | Double Down                       | актор масовки                    |
| 2003 | ф  | Погані хлопці 2               | Bad Boys II                       | водій автомобіля                 |
| 2007 | ф  | Трансформери                  | Transformers                      | чоловік, вбитий Мегатроном       |
| 2019 | ф  | Шестеро поза законом          | Six Underground                   | репортер (голос)                 |
| 2020 | ф  | Погані хлопці назавжди        | Bad Boys for Life                 | весільний MC                     |
| 2024 | ф  | Погані хлопці: Все або нічого | Bad Boys: Ride or Die             | водій Porsche                    |